# Marc Thibout
Pour les articles homonymes, voir Thibout.
Marc Thibout, né le 20 avril 1905 à Paris et mort le 21 mai 1991 dans la même ville, est un historien de l'art français.

## Biographie
Marc Thibout est le fils de Georges Thibout, maire d'Épinay-sur-Seine, député de la Seine de 1919 à 1924 et fondateur du Parti démocrate populaire en 1924. Il est archiviste paléographe de formation, promotion 1935 de l'École nationale des chartes. 
Grand ami de Marcel Aubert avant même sa scolarité, c'est sur ses conseils qu'il se dirige vers l'archéologie. Aubert l'appelle en 1936 à la Société française d'archéologie comme secrétaire. Il lui succédera de 1962 à 1969.
En 1936, il rencontre Paul Deschamps, directeur du musée des Monuments français  au Trocadéro, qui le prend comme adjoint, puis sous-directeur de l'office des monuments historiques, inspecteur principal des musées de province et conservateur des musées nationaux en 1948.
Il succède à Paul Deschamps au musée des Monuments français en 1959 et est promu conservateur en chef en 1968. Il prend sa retraite en 1976, à 71 ans.
Il épouse en 1931, pendant ses études, une de ses condisciples, Gabrielle Augé-Croiset, petite-fille de Maurice Croiset, administrateur du Collège de France. Ensemble ils écumeront les églises du département de la Manche pour leur thèse. Lui s'intéressait à celles des XIIIe et XIVe siècles, elle celles du XVe siècle.
Il est considéré par ses confrères comme le meilleur connaisseur de la peinture murale du Moyen-Âge avec Paul Deschamps.

## Distinctions
- Officier de la Légion d'honneur
- Chevalier de l'ordre national du Mérite
- Chevalier de l'ordre des Palmes académiques
- Commandeur de l'ordre des Arts et des Lettres